# المنتقمون: الحرب اللانهائية
المنتقمون: الحرب اللانهائية (بالإنجليزية: Avengers: Infinity War)‏ هو فيلم أبطال خارقين أمريكي، مستوحى من شخصيات قصص مارفل المصورة المنتقمون. الفيلم من إنتاج استوديوهات مارفل وتوزيع والت ديزني ستوديوز موشن بيكشرز. يعتبر ثالث أفلام المنتقمون والتاسع عشر من عالم مارفل السينمائي (MCU). من إخراج الأخوان روسو وتأليف كريستوفر ماركوس وستيفن مكفيلي وبطولة عدد كبير من الممثلين من ضمنهم: روبرت داوني جونير وكريس هيمسوورث ومارك رافالو وكريس إيفانز وسكارليت جوهانسون وبيندكت كامبرباتش ودون شيدل وتوم هولاند وتشادويك بوسمان وبول بيتاني وإليزابيث أولسن وانتوني ماكي وسيباستيان ستان وداناي غورورا وديف باتيستا وزوي سالدانا وجوش برولين وكريس برات. في الفيلم، يحاول المنتقمون وحراس المجرة منع ثانوس من جمع الأحجار اللانهاية الستة كجزء من خطته للقضاء على نصف الحياة في الكون.
أُعلن عن الفيلم في أكتوبر 2014 باسم المنتقمون: الحرب اللانهاية - الجزء الأول. انضم الأخوان روسو للإخراج في أبريل 2015، وبعد شهر، عقد كل من ماركوس وماكفيلي على كتابة سيناريو الفيلم، المستوحى من كتاب جيم ستارلين المصور "قفاز اللانهاية" الصادر عام 1991 وكتاب جوناثان هيكمان المصور "إنفينيتي" الصادر عام 2013. في عام 2016، اختصرت مارفل العنوان إلى "المنتقمون: الحرب اللانهاية". بدأ التصوير في يناير 2017 في استوديوهات باينوود أتلانتا في مقاطعة فاييت، جورجيا، بمشاركة طاقم عمل كبير يتكون في الغالب من ممثلين يعيدون تمثيل أدوارهم من أفلام مارفل السينمائية السابقة، بما في ذلك برولين في دور ثانوس. استمر إنتاج الفيلم حتى يوليو 2017، حيث بدأ تصويره بالتتابع مع الجزء الثاني المنتقمون: نهاية اللعبة (2019). كما تم تصوير أجزاء إضافية في اسكتلندا، ومنطقة وسط مدينة أتلانتا، ومدينة نيويورك. بميزانية تقديرية تتراوح بين 325 و400 مليون دولار، يُعد الفيلم واحدًا من أغلى الأفلام على الإطلاق.
عُرض فيلم "المنتقمون: الحرب اللانهاية" لأول مرة في مسرح دولبي في هوليوود، لوس أنجلوس، في 23 أبريل 2018، وطُرح في الولايات المتحدة في 27 أبريل، كجزء من المرحلة الثالثة من عالم مارفل السينمائي. نال الفيلم إشادة واسعة لأداء برولين وإخراج الأخوين روسو، بالإضافة إلى المؤثرات البصرية، ومشاهد الحركة، والأجواء الداكنة، والموسيقى التصويرية. حقق الفيلم نجاحًا باهرًا في شباك التذاكر، ليصبح رابع فيلم وأول فيلم أبطال خارقين تتجاوز إيراداته ملياري دولار عالميًا، محطمًا العديد من الأرقام القياسية في شباك التذاكر حيث أصبح أعلى الأفلام من حيث الإيرادات لعام 2018، ورابع أعلى الأفلام إيرادات وقت إصداره عالميًا وفي الولايات المتحدة وكندا. رُشِّح لجائزة أفضل مؤثرات بصرية في حفل توزيع جوائز الأوسكار الحادي والتسعين، من بين العديد من الجوائز الأخرى. صدر الجزء الثاني منه، المنتقمون: نهاية اللعبة، في أبريل 2019.
من المقرر صدور فيلمان آخران: المنتقمون يوم القيامة و المنتقمون: الحروب السرية في مايو 2026 و2027 على التوالي كجزء من المرحلة السادسة من عالم مارفل السينمائي.

## القصة
بعد حصول ثانوس على حجر القوة، وهو أحد الأحجار اللانهاية الستة، من كوكب زاندر، اعترض هو ومساعدوه إيبوني ماو، وكول أوبسيديان، وبروكسيما ميدنايت، وكورفوس جلايف، السفينة الفضائية التي كانت تحمل الناجين من دمار أسكارد. عقب إخضاعه لثور، استخرج ثانوس حجر الفضاء من التيسيراكت، وتغلب على هالك، ثم قتل كل من لوكي وهيمدال. في لحظاته الأخيرة، تمكن هايمدال من إرسال هالك إلى الأرض عبر بيفروست قبل موته، ليغادر ثانوس ومساعدوه ويقوموا بتدمير السفينة.
تحطم هالك في حرم "سانكتوم سانكتوروم" بمدينة نيويورك، حيث عاد إلى هيئته البشرية بروس بانر. هناك، حذر ستيفن سترينج وونغ من خطة ثانوس لتدمير نصف الحياة في الكون، فقررا التعاون مع توني ستارك لمواجهته. وصل ماو وأوبسيديان لاستعادة حجر الزمن من سترينج، مما جذب انتباه بيتر باركر. عجز ماو عن أخذ حجر الزمن بسبب سحر سترينج، فأسره، بينما تمكن ستارك وباركر من التسلل إلى سفينة ماو الفضائية، وبقي ونغ لحماية الحرم.
استجاب حراس المجرة لنداء استغاثة السفينة الآسغاردية وأنقذوا ثور. ظن ثور في البداية أن ثانوس يسعى للحصول على حجر الواقع، الذي كان في حوزة تانيلير تيفان في نووير. فقرر السفر مع روكيت وغروت إلى نيدافيلير، حيث طلب مساعدة إيتري، ملك الأقزام، لصناعة فأس المعركة ستورم بريكر. وفي الوقت ذاته، سافر بيتر كويل وغامورا ودراكس ومانتيس إلى نووير، ليكتشفوا أن ثانوس كان قد حصل بالفعل على حجر الواقع. اختطف ثانوس غامورا، التي كشفت له عن موقع حجر الروح بعد أن هددها بتعذيب نيبولا. في فورمير، أخبر ريد سكول، حارس الحجر، ثانوس أن الحصول عليه يتطلب التضحية بشخص عزيز عليه فضحى ثانوس بـ غامورا، ليحصل على الحجر.
في إدنبرة، هاجم ميدنايت وغلايف واندا ماكسيموف وفيجن لاستعادة حجر العقل من جبين فيجن. لكن تم إنقاذهم على يد ستيف روجرز وناتاشا رومانوف وسام ويلسون، ولجأوا إلى مجمع المنتقمين رفقة جيمس رودس وبانر. حاول فيجن إقناع واندا بتدمير الحجر لحمايته من ثانوس، ولكنها رفضت ذلك. قررت المجموعة التوجه إلى واكاندا، حيث يعتقد روجزر أن واكاندا تمتلك الموارد اللازمة لإزالة الحجر دون الإضرار بـ فيجن.
فيما بعد، تمكنت نيبيولا من الهروب من الأسر وطلبت من حراس المجرة المتبقين مقابلتها في عالم ثانوس الأم المدمر، تيتان. في الوقت نفسه، تمكن ستارك وباركر من قتل ماو وإنقاذ سترينج. وصل الثلاثي إلى تيتان حيث التقوا بـ كويل ودراكس ومانتيس. استخدم سترينج حجر الزمن لرؤية ملايين الاحتمالات المستقبلية، فتبين له أن هناك احتمالًا واحدًا فقط ينجح فيه المنتقمون. على هذا الأساس، وضعت المجموعة خطة لإخضاع ثانوس ونزع قفاز اللانهاية منه، والذي يستخدمه لتخزين الأحجار واستخدامها بأمان. ظهر ثانوس، مبررًا أفعاله بأنها ضرورية لضمان بقاء الكون المكتظ بالسكان وعدم اكتفاء الموارد. وصلت نيبولا إلى تيتان بعد قليل، وساعدت الآخرين في إخضاع ثانوس، إلا أنها اكتشفت أن ثانوس قد قتل غامورا. غاضبًا من هذا، هاجم كويل ثانوس، مما أتاح له الفرصة للانقضاض على المجموعة والتغلب عليهم. أصاب ثانوس ستارك بجروح خطيرة، إلا أن سترينج عرض حجر الزمن مقابل إنقاذ ستارك.
في واكاندا، اجتمع روجزر مع باكي بارنز قبيل غزو جيش ثانوس. دافع المنتقمون، إلى جانب تشالا وقوات واكاندا، عن واكاندا بينما عملت شوري على استخراج حجر العقل من جبين فيجن ودخل بانر المعركة مرتديًا درع ستارك "هالك باستر". بعدها وصل ثور وروكيت وغروت لتقديم الدعم، وتمكنوا معًا من قتل ميدنايت وأوبسيديان وغلايف، وسحق جيش ثانوس. ومع ذلك، فشلت شوري في إتمام عملية استخراج الحجر قبل وصول ثانوس إلى ساحة المعركة. حاول المنتقمون وحلفاؤهم إيقافه، لكنهم فشلوا في منعه من الوصول إلى فيجن. في تلك اللحظة، أقنع فيجن واندا المترددة بتدمير الحجر والحفاظ على حياة فيجن، ولكن ثانوس استخدم حجر الزمن لعكس أفعالها، وانتزع الحجر من جبين فيجن، ليكمل جمع الأحجار.
على الرغم من إصابة ثور لـ ثانوس بجروح خطيرة بواسطة ستورم بريكر، إلا أن ثانوس فعّل القفاز المكتمل بفرقعة أصابعه، مما تسبب في تفكيك نصف الكائنات الحية في الكون، بما في ذلك بارنز، وتيشالا، وغروت، وواندا، وويلسون، ومانتيس، ودراكس، وكويل، وسترينج، وباركر، وماريا هيل، ونيك فيوري، الذي أرسل إشارة طوارئ عبر جهاز نداء معدّل قبل تفككه.
بقي ستارك ونيبولا عالقين على تيتان، بينما تُرك بانر، ومباكو، وأوكوي، ورودس، وروكيت، وروجزر، ورومانوف، وثور في ساحة المعركة في واكاندا. في تلك الأثناء، كان ثانوس يشاهد شروق الشمس على كوكب ناءٍ.

## طاقم التمثيل
- روبرت داوني جونير. الرجل الحديدي
- جوش برولين. ثانوس
- مارك رافالو. هالك
- توم هيدليستون. لوكي
- كريس إيفانز. كابتن أمريكا
- كريس هيمسوورث. ثور
- جيرمي رينر. عين الصقر
- كريس برات. ستار لور.
- إليزابيث أولسن. سكارليت ويتش
- سيباستيان ستان. باكي
- بيندكت كامبرباتش. دكتور سترينج
- توم هولاند. الرجل العنكبوت
- سكارليت جوهانسون. الأرملة السوداء
- بول بيتاني.فيجين
- كوبي سمولدرز
- زوي سالدانا.غامورا
- كارين جيلان
- فين ديزل.جروت
- ديف باتيستا
- برادلي كوبر.روكيت
- بينيشيو ديل تورو
- انتوني ماكي.الصقر
- تشادويك بوسمان.النمر الأسود
- داناي غورورا.أوكوي
- بول رود.الرجل النملة
- دون شيدل

## الإنتاج

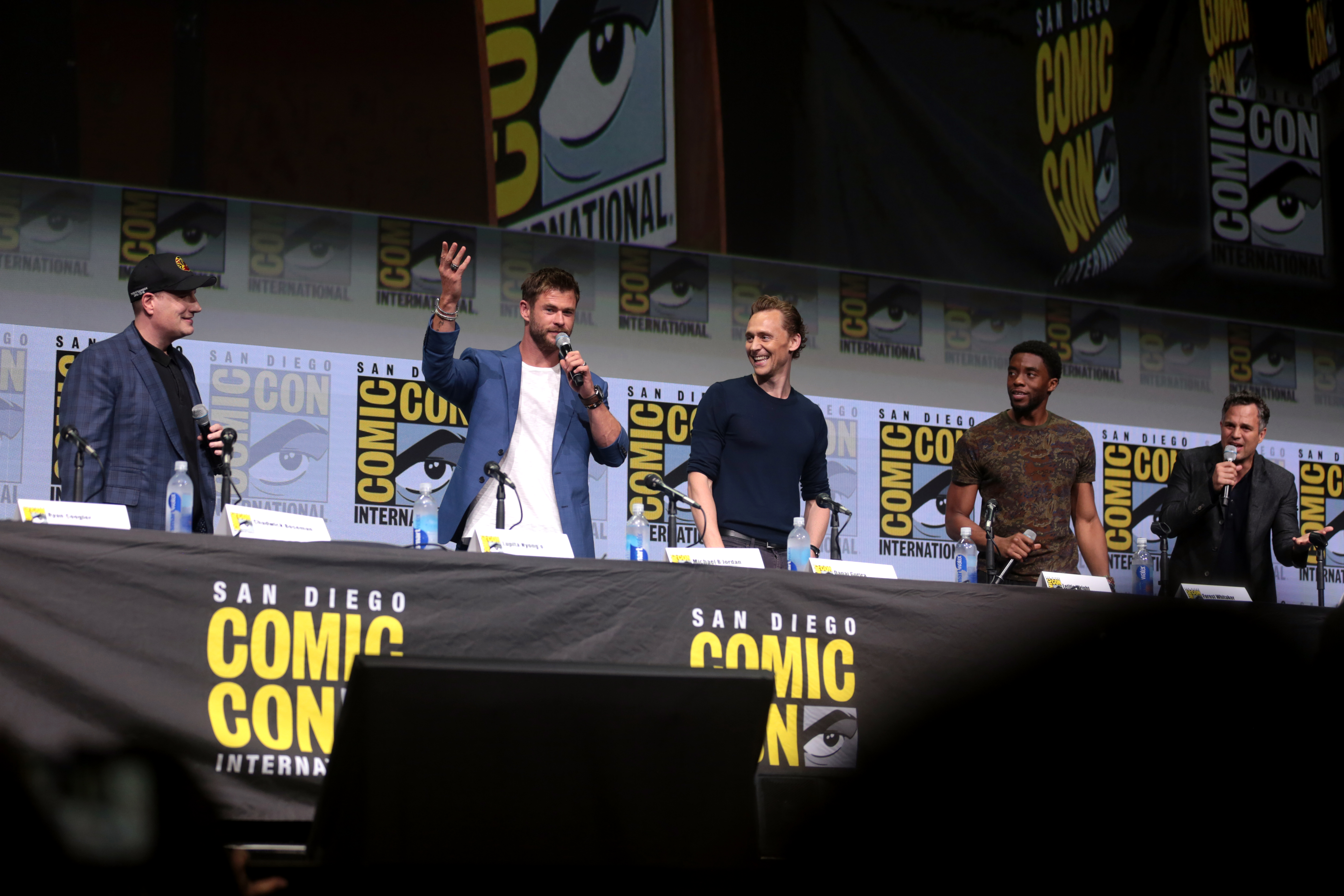
كيفن فيج، وكريس هيمسوورث، وتوم هيدلستون، وتشادويك بوسمان، ومارك روفالو عن فيلم المنتقمون في مؤتمر سان دييغو كوميك كون الدولي لعام 2017م، كاليفورنيا.

في أكتوبر 2014 أعلنت استوديوهات مارفل عن تكملة مكونة من جزئين إلى المنتقمون: عصر ألترون، بعنوان المنتقمون: الحرب اللانهائية. كان من المقرر أن يتم إصدار الجزء الأول في 4 مايو 2018، مع تحديد الجزء الثاني في 3 مايو 2019. في أبريل 2015 أعلنت شركة مارفل أن الاخوان روسو سيقومان باخراج كلا الجزئين مع بدأ التصوير في عام 2016 في الشهر نفسه. قال كيفن فيج أن الفيلمان سيكونان مختلفين. وكان تفسيره لتشابه الاسمين بأن لديهما عناصر مشتركة. وبحلول مايو 2015، وقع كريستوفر ماركوس ومكفيلى على كتابة السيناريو لكلا الجزئين. وأضاف أنتوني روسو أن الفيلم مستلهم من فيلم سرقة
، حيث أن ثانوس يريد سحق المنتقمون والحصول علي الأحجار اللامتناهية. وفي مايو عام 2016، كشف الاخوان روسو عن أنهم سيعيدون تسمية الفيلمين، لإزالة المزيد من الاعتقاد الخاطئ بأن الفيلمان عبارة عن فيلم واحد كبير مقسوم إلى قسمين.
بدأ التصوير الرئيسي في 23 يناير 2017، تحت عنوان عمل «ماري لو» في استوديوهات باينوود أطلانطا في مقاطعة فاييت (جورجيا). يحتوى العمل على ترنت أوبالوتش كمدير للتصوير الفوتوغرافي. وفي أوائل شباط / فبراير، أكدت استوديوهات مارفل على اشتراك روبرت داوني جونيور في دور توني ستارك/أيرون مان، كريس برات في دور بيتر كويل/ستار-لورد، وتوم هولاند في دور بيتر باركر/الرجل العنكبوت. استغرق التصوير الإضافي مكانًا في اسكتلندا بدءًا من فبراير 2017. تم التصوير في إدنبرج وغلاسكو والمرتفعات الاسكتلندية بالإضافة إلى استوديوهات وردبارك في كامبرناولد. بدأ التصوير أيضًا في كاتدرائية دورهام في دورهام، إنجلترا في أوائل مايو 2017. في أواخر يونيو 2017، حدث تصوير في وسط مدينة أتلانتا، بالإضافة إلى سنترال بارك في أتلانتا في أوائل يوليو قبل الانتقال إلى كوينز ونيويورك في منتصف الشهر. تم الانتهاء من التصوير في 14 يوليو 2017.
في وقت لاحق من يوليو عام 2017، ذكر جو روسو أنه كان هناك بعض المشاهد غير المكتملة للفيلم التي كان سيتم تصويرها في الأشهر المقبلة. في أوائل شهر مارس 2018، قامت ديزني بتغيير معاد إصدار الفيلم في الولايات المتحدة إلى 27 أبريل 2018، ليطلق في نهاية الأسبوع نفسه في بعض أسواقها الدولية. تم التعاون مع ستوديوهات عدة لانتاج المؤثرات البصرية بالفيلم.
وأطلق الإصدار الثاني والعشرين من سلسلة الأبطال الخارقين لشركة مارفل في 24 أبريل لعام 2019 وحقق نجاحًا كبيرًا إذ كان الأسرع في التاريخ من ناحية عبور حاجز مليار دولار من العائدات، محققا ذلك في 5 أيام فقط.

## الموسيقى
في يونيو 2016، تم الكشف عن أن آلان سيلفستري، الذي قام بتأليف الموسيقى الخلفية لفيلم المنتقمون، سيعود لتسجيل الموسيقى الفيلم وما يتبعه. بدأ سيلفستري بتسجيل موسيقاه في يناير 2018.

## شباك التذاكر
حقق فيلم "المنتقمون: الحرب اللانهائية" إيرادات بلغت 678.8 مليون دولار في الولايات المتحدة وكندا، و1.374 مليار دولار في مناطق أخرى، بإجمالي عالمي بلغ 2.052 مليار دولار، ليصبح رابع أعلى فيلم إيرادات على الإطلاق آنذاك، وأعلى فيلم إيرادات في عام 2018، وثاني أعلى فيلم إيرادات في عالم مارفل السينمائي، وثاني أعلى فيلم أبطال خارقين من حيث الإيرادات.
كانت إيراداته الافتتاحية العالمية البالغة 640.5 مليون دولار هي الأكبر على الإطلاق، متغلبًا على فيلم السريع والغاضب 8 (2017) الذي حقق 541.9 مليون دولار. وقد تفوق عليه لاحقًا الجزء الثاني منه، نهاية اللعبة,، الذي حقق إيرادات بلغت 1.222 مليار دولار في عطلة نهاية الأسبوع الافتتاحية. كان أسرع فيلم يحقق مليار دولار في شباك التذاكر العالمي، حيث فعل ذلك في 11 يومًا ليحطم الرقم القياسي لفيلم حرب النجوم: القوة تنهض البالغ 12 يومًا. أيضًا، في عطلة نهاية الأسبوع الثانية، تجاوز فيلم المنتقمون: الحرب اللانهائية 13.5 مليون دولار من "شاشات 4DX"، وهو الرقم القياسي على الإطلاق لهذا النوع. في 12 يونيو 2018، تجاوز فيلم المنتقمون: الحرب اللانهائية حاجز 2 مليار دولار في شباك التذاكر العالمي، ليصبح رابع فيلم يتجاوز هذا الإنجاز  وبتجاوزه للرقم القياسي في 48 يومًا، كان ثاني أسرع فيلم يصل إلى هذه النقطة، بعد الرقم القياسي لفيلم أفاتار الذي حقق ذلك في 47 يومًا، ثم الرقم القياسي لفيلم نهاية اللعبة الذي حقق ذلك في 11 يومًا. مع 140 مليون دولار أمريكي عالميًا من آيماكس، يُعد الفيلم ثالث أكبر فيلم إيرادات عالميًا من هذا النوع، بعد أفاتار والقوة تنهض، والأكبر بالنسبة لفيلم من إنتاج مارفل. حسب موقع ديدلاين هوليوود، صافي ربح الفيلم بلغ 500 مليون دولار أمريكي، مع الأخذ في الاعتبار ميزانيات الإنتاج والتسويق ومشاركات المواهب والتكاليف الأخرى؛ وضعته إيرادات شباك التذاكر وإيرادات الوسائط المحلية في المرتبة الأولى في قائمتهم "لأكثر الأفلام ربحية" لعام 2018.

## الاستقبال النقدي وتقييمات الجمهور
أفاد موقع تجميع المراجعات "روتن توميتوز" بنسبة موافقة بلغت 85%، بمتوسط تقييم 7.6/10، بناءً على 492 مراجعة. وجاء في إجماع النقاد على الموقع: "يُبدع فيلم "المنتقمون: حرب اللانهائية" في التوفيق بين مجموعة مذهلة من أبطال عالم مارفل السينمائي في مواجهة أخطر تهديد يواجهونه حتى الآن، والنتيجة فيلم ضخم ومثير ومؤثر عاطفيًا، يُحقق (في الغالب) طموحاته الهائلة." أما موقع "ميتاكريتيك"، الذي يستخدم متوسطًا مرجحًا، فقد منح الفيلم درجة 68 من 100 بناءً على 54 ناقدًا، مما يشير إلى "مراجعات إيجابية بشكل عام". منح الجمهور الذي استطلعت آراءه "سينما سكور"، الفيلم متوسط تقييم "A" على مقياس من A+ إلى F وأعطى موقع "بوست تراك" الفيلم تقييمًا إيجابيًا إجماليًا بنسبة 87% و"توصية مؤكدة" بنسبة 68%.

## وصلات خارجية
- المنتقمون: الحرب اللانهائية على موقع IMDb (الإنجليزية)
- المنتقمون: الحرب اللانهائية على موقع ميتاكريتيك (الإنجليزية)
- المنتقمون: الحرب اللانهائية على موقع روتن توميتوز (الإنجليزية)
- المنتقمون: الحرب اللانهائية على موقع قاعدة بيانات الأفلام العربية
- المنتقمون: الحرب اللانهائية على موقع ألو سيني (الفرنسية)
- المنتقمون: الحرب اللانهائية على موقع Turner Classic Movies (الإنجليزية)
- المنتقمون: الحرب اللانهائية على موقع أول موفي (الإنجليزية)
- المنتقمون: الحرب اللانهائية على موقع بوكس أوفيس موجو (الإنجليزية)
- المنتقمون: الحرب اللانهائية على موقع فيلمافينيتي (الإسبانية)
- المنتقمون: الحرب اللانهائية على موقع قاعدة بيانات الأفلام السويدية (السويدية)